# شهرستان جینگیان
شهرستان جینگیان (به لاتین: Jingyan County) یک منطقهٔ مسکونی در چین است که در لیشان واقع شده‌است.